# (15724) Zille
(15724) Zille ist ein Asteroid des inneren Hauptgürtels, der von den deutschen Astronomen Freimut Börngen und Lutz D. Schmadel am 12. Oktober 1990 mit dem Schmidt-Teleskop des Karl-Schwarzschild-Observatoriums (IAU-Code 033) im Tautenburger Wald entdeckt wurde.
Die Lichtkurve des Asteroiden wurde am 19. Mai 2010 von David Higgins am Hunters Hill Observatory in Canberra-Ngunnawal untersucht. Die Ergebnisse waren jedoch zu ungenau, um die Rotationsperiode bestimmen zu können.
Die Bahn von (15724) Zille wurde im Jahre 2000 gesichert, so dass eine Nummerierung vergeben werden konnte. Der Asteroid wurde am 13. Oktober desselben Jahres auf Vorschlag von Freimut Börngen nach dem Berliner Grafiker, Maler und Fotografen Heinrich Zille (1858–1929) benannt.